# Stadion Schützenwiese
La Schützenwiese è un impianto calcistico di Winterthur, situato nel Canton Zurigo. Di proprietà del comune di Winterthur, è sede degli incontri interni del Fussballclub Winterthur, formazione che milita attualmente nella Super League, la massima serie del campionato svizzero di calcio. La capienza ufficiale ammonta a 9 400 spettatori, di cui 1 700 posti a sedere e 7 700 in piedi. All'interno della sua struttura si trova inoltre il centro d'allenamento del Judo & Ju Jitsu Club Winterthur. Le dimensioni del terreno di gioco sono di 105 x 68 metri.

## Storia

### La Schützenwiese (Kronenwiese)
All'epoca nota come Kronenwiese, il Winterthur vi disputò le sue partite già alcuni anni dopo la sua fondazione. A partire dal 1911, l'impianto venne preso in gestione dalla società che verso la fine della prima guerra mondiale (precisamente tra il 1917 fino al 1919) riuscì ad evitare per un pelo che i suoi stessi giocatori rovinassero il manto erboso, correndo il rischio di trasformarlo in un campo arato. Ciò fu possibile grazie alla conduzione di un altro campo da calcio situato a Wiesendangen.
Nel 1922, durante il periodo unificato con il Veltheim, venne realizzata una piccola tribuna in legno con 550 posti a sedere a seguito di un finanziamento concesso dal consorzio di costruzione della stessa, composto da ex soci del Winterthur. Dopo il suo scioglimento avvenuto nel 1935, la struttura rimase di proprietà della società che un anno più tardi sottopose il prato a nuova livellazione, utilizzando un terrapieno come rettilineo opposto.

### Gli anni di gestione dellaGSS
Con il passare degli anni la tribuna necessitò comunque di un ammodernamento. Fu allora che per alleviare i costi di gestione che gravavano sulla società venne fondato un nuovo consorzio, la Genossenschaft Sportplatz Schützenwiese (GSS). Quest'ultima si prese l'impegno di racimolare i fondi necessari per la costruzione della nuova tribuna, avvenuta nel 1958, diventando di fatto amministratrice e fiduciaria dell'intero impianto. Lo stadio venne successivamente ampliato negli anni fino a raggiungere una capienza massima di 14 987 spettatori. Tuttavia, attorno agli anni '80, la GSS non fu più in grado di sostenere i costi per ulteriori lavori di ristrutturazione, motivo per il quale lo stadio passò ad essere di proprietà del comune di Winterthur che sopperì a tutte le spese necessarie. La gestione dell'impianto rimase comunque di competenza della GSS fino al 2004, anno in cui cessò la sua attività. Dal 1 gennaio 2005, la gestione è di spettanza dello stesso comune.

### Il restyling negli anni
Il 17 dicembre 2010, il comune di Winterthur e la società presentarono i piani per l'ampliamento e la ristrutturazione dello stadio, indicendo un bando per l'assegnazione dei lavori. Il progetto esposto da uno studio di architettura di Biel (Sollberger Bögli Architekten AG), estratto come vincitore tra i trenta partecipanti, prevedeva un ammodernamento a tappe della Schützenwiese, in modo tale da renderla a norma per la Super League.
Nella prima tappa dei lavori, durati ufficialmente fino alla fine di agosto 2013, furono innanzitutto adottate le misure di sicurezza basilari che permisero di soddisfare le richieste avanzate dalla federazione. Vennero inoltre apportate migliorie sull'impianto d'illuminazione dello stadio, sulle strutture per la sicurezza durante le partite e installati nuovi impianti sanitari e punti di ristoro. La seconda tappa coincise con la costruzione di una nuova tribuna coperta in sostituzione della vecchia gradinata est. Ufficialmente inaugurata il 2 marzo 2015 in occasione dell'impegno casalingo contro lo Sciaffusa, è in grado di contenere 3 600 posti in piedi che in un prossimo futuro potranno essere trasformati in posti a sedere. La sua inclinazione corrispondente a 35° permette inoltre di avere un'ottima visuale sul campo di gioco. I posti in piedi collocati dietro le porte (la Bier- e Sirupkurve, così come il settore ospiti) furono in gran parte preservati e non sottoposti ad ammodernamento.
Al termine dei lavori, i costi preventivati di circa 10 milioni di franchi svizzeri vennero rispettati. Il comune si fece carico della maggior parte delle spese con poco più di 8 milioni di franchi svizzeri, mentre l'ammontare restante si divise tra il Winterthur e il fondo di credito sportivo, rispettivamente con 1 milione e 970 000 franchi svizzeri. La ristrutturazione della tribuna centrale venne, in primo luogo, rinviata di 3 fino a 5 anni.